# دورماكابا
دورماكابا (بالإنجليزية: dormakaba Holding AG) (سابقًا Kaba Holding AG) هي مجموعة أمنية عالمية مقرها في روملانغ ، سويسرا . وتوظف أكثر من 15000 شخص في أكثر من 50 دولة. تشكلت نتيجة اندماج بين Kaba السابقة ودورما السابقة في سبتمبر 2015 ويتم تداولها علنًا في بورصة SIX السويسرية . 
حققت دورماكابا مبيعات بقيمة 2.85 مليار فرنك سويسري في السنة المالية 2022/23، بنمو قدره 3.3 % مقارنة بالعام السابق. 
منذ 1 يوليو 2023، يتكون الهيكل التنظيمي لدورماكابا من حلول الوصول للأعمال التجارية العالمية الأساسية وحلول المفاتيح والجدران - المدعومة بالوظائف العالمية مثل العمليات والابتكار. تم نقل أعمال OEM (الشركة المصنعة للمعدات الأصلية) في منطقة آسيا والمحيط الهادئ إلى Key & Wall Solutions وتمت إعادة تسميتها إلى Key & Wall Solutions وOEM (KWO).
يركز نموذج الأعمال الجديد لشركة dormakaba على الأسواق الأساسية. تتضمن هذه الأسواق الأساسية أكبر خمسة حلول وصول أسواق - ألمانيا وسويسرا والمملكة المتحدة وأيرلندا وأمريكا الشمالية وأستراليا، والتي تمثل معًا 65% من حلول Access مبيعات - بالإضافة إلى السوقين الأسرع نموًا في الصين والهند. 

## تاريخ
في 30 أبريل 2015، أعلنت شركة دورما الألمانية المملوكة للعائلة ومجموعة كابا السويسرية عن اندماجهما المخطط. بعد موافقة سلطات المنافسة على الاندماج في نهاية أغسطس 2015، بدأت مجموعة دورماكابا عملياتها في 1 سبتمبر 2015. 
تتمتع كلتا الشركتين بتاريخ يزيد عن 100 عام.

### تاريخ كابا
في عام 1862، أسس فرانز باور شركة كابا في زيوريخ كمتجر للأقفال ومصنع لتسجيل النقد. تم بيع الشركة في عام 1915 إلى ليو بودمر، الذي أعاد تسمية الشركة إلى Bauer AG. عندما ابتكر المخترع فريتز شوري أول قفل أسطواني بمفتاح قابل للعكس في عام 1934، حصلت شركة Bauer AG على براءة اختراع للاختراع وأطلقت على القفل اسم مؤسس الشركة فرانز باور، المعروف باللغة الألمانية باسم " Ka ssen ba uer" (صانع أجهزة تسجيل النقد) - "Kaba" ' لفترة قصيرة. 
على مر السنين، قامت الشركة بتوسيع محفظتها تدريجيًا ورسخت نفسها في جميع أنحاء أوروبا. في عام 1995، تم تغيير اسم Bauer Holding AG إلى Kaba Holding AG وتم إدراج أسهم الشركة في بورصة زيورخ.
مع الاستحواذ على شركة Unican Security Systems (مونتريال) في عام 2001،  اكتسبت Kaba موطئ قدم في أمريكا الشمالية وأضافت العلامات التجارية Silca وIlco وKaba Mas كجزء من عملية الدمج.
في عام 2006، استحوذت الشركة على مجموعة Wah Yuet Group في الصين،  والشركة الأمريكية Computerized Security Systems (CSS) بعلامتيها التجاريتين المشهورتين Saflok وLa Gard،  والشركة الهولندية H. Cillekens Zn. BV بالإضافة إلى ذلك، دخلت في مشاريع مشتركة مختلفة مع مجموعة ميندا الهندية.
في معرض Security 2008، حصلت Kaba على "جائزة الابتكار الأمني" الذهبية لتقنية تحديد الهوية المطورة حديثًا RCID.  
في عام 2011، باعت Kaba قطاع أعمال أتمتة الأبواب (Kaba Gilgen AG، Gilgen AG سابقًا) إلى مجموعة Nabtesco اليابانية. 
وفي عام 2015، اندمجت الشركة مع دورما.  

### تاريخ دورما
- 1908: تأسيس Dörken & Mankel KG على يد فيلهلم دوركين وصهره رودولف مانكل في إنيبيتال (ألمانيا).
- 1950: الدخول إلى باب الأعمال الأقرب
- 1962: إنتاج أول أبواب أوتوماتيكية
- 1976: تمت إضافة التركيبات الزجاجية إلى مجموعة المنتجات
- 1978: أصبح الإنتاج عالميًا – أول منشأة إنتاج في سنغافورة (SG)
- 1987: حلول السلامة  وأنظمة التحكم في مخارج الطوارئ
- 1999: الاستحواذ على العريس
- 2002: عمل جديد بجدران التقسيم المتنقلة
- 2013: مبيعات سنوية تزيد عن مليار يورو
- 2015: الاندماج مع كابا [14]

## مجالات العمل

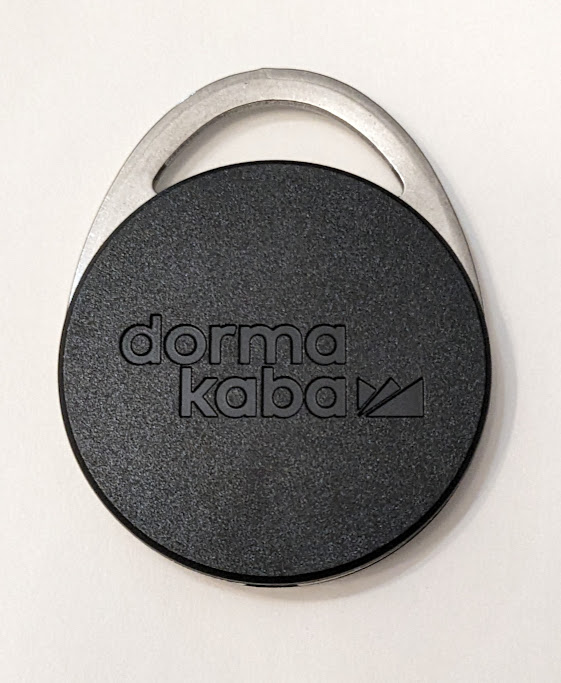
سلسلة مفاتيح dormakaba RFID.

- الأجهزة الباب
- الوصول الإلكتروني والبيانات
- أنظمة الدخول
- أنظمة المفاتيح الميكانيكية
- أقفال آمنة
- أنظمة السكن
- الأنظمة الرئيسية
- جدران متحركة
- الهروب والإنقاذ

## العلامات التجارية
تعمل دورماكابا مع العلامات التجارية التالية في جميع أنحاء العالم:
- دورماكابا
- دورما هوبي
- سيلكا
- إيلكو
- أفضل
- كيلارغو
- مودرنفولد
- بروبوك
- سكاي فولد